# Kamlahari
Kamlahari est le nom d'un système d'esclavage ayant cours au Népal et, par extension, est l'appellation des fillettes vendues par leurs familles pauvres et réduites en esclavage.

## Lekamlahari
Kamlahari un système de travail forcé des très jeunes filles — dès l'âge de six ans — qui sont employées comme domestiques par des riches familles au Népal. Les fillettes sont fréquemment isolées loin de leur région natale et vulnérables à la violence physique et aux abus sexuels.
En juillet 2014, le gouvernement népalais a officiellement annoncé l'abolition de la pratique du kamlahari.
Fierté pour sa communauté d'origine, Shanta Chaudhary est une ancienne kamlahari devenue députée.

## Documentaire
- Kamlahari : Les enfants bradés du Népal, documentaire de Nathalie Engelhardt-Schwaiger et Christoph Schwaiger, 2013